# بحث النقطة الأقرب

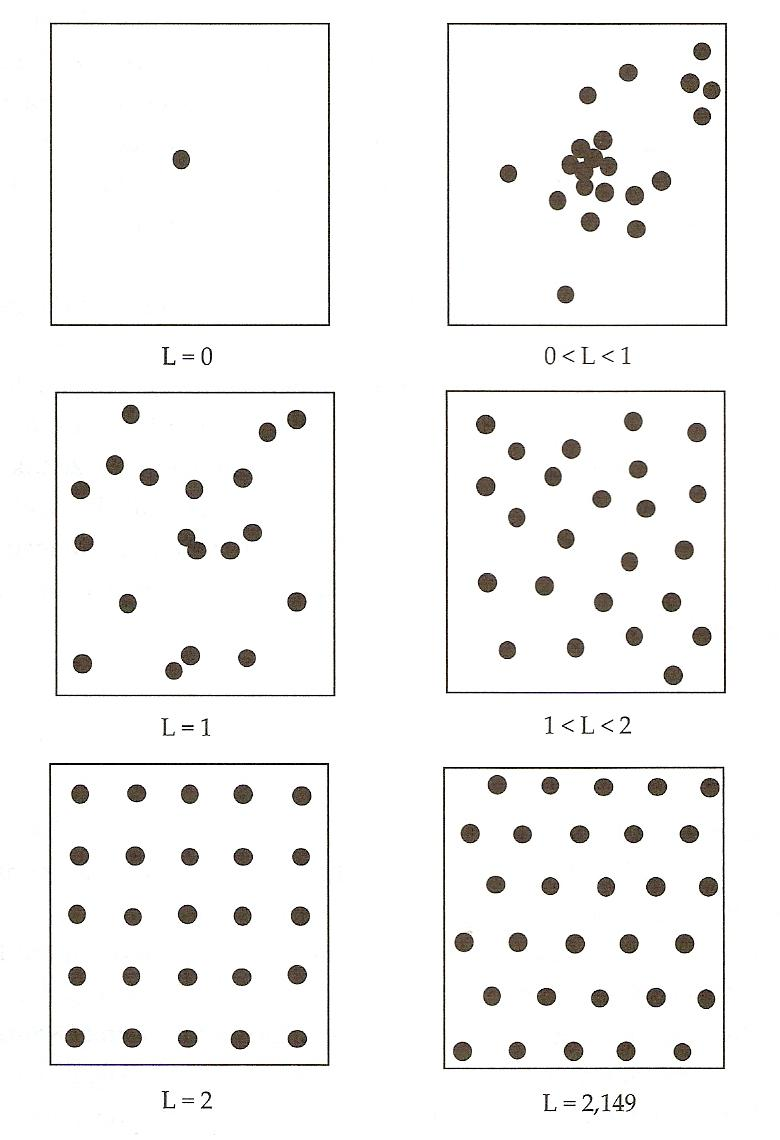
نتائج تحليل الجار الأقرب.

مسألة بحث النقطة الأقرب هي مسألة رياضية لإيجاد أقرب النقاط من مجموعة نقاط لنقطة معينة في الفضاء المتري.

## صياغة المسألة
مجموعة نقاط S في الفضاء المتري M ونقطة استعلام q ∈ M، والمطلوب إيجاد أقرب النقاط من S إلى q. في الكثير من الحالات، يكون الفضاء M هو الفضاء الإقليدي وتكون المسافة مقاسة بالمسافة الإقليدية أو مسافة مانهاتن.

## تطبيقات المسألة
تستخدم هذه المسألة في العديد من التطبيقات منها:
- تمييز الأنماط
- تعرف ضوئي على المحارف
- تصنيف إحصائي
- رؤية حاسوبية
- قاعدة بيانات
- ضغط بيانات
- التسويق عبر الإنترنت

## أنظر أيضا
- استيفاء الجار الأقرب